# Сладкие весенние баккуроты: Великий понедельник
«Сла́дкие весе́нние баккуро́ты. Вели́кий понеде́льник: рома́н-искуше́ние» — произведение Юрия Вяземского. Роман опубликован в 2008 году и стал начальным в цикле о Страстной неделе. К 2013 году вышло три продолжения, посвящённых, в основном, Понтию Пилату.
Автором определялся как «роман-искушение», начальный в цикле о переосмыслении евангельской истории. Название отсылает к булгаковскому роману «Мастер и Маргарита» («Смерти нет… Мы ели весенние сладкие баккуроты…»). Действие романа разворачивается в Иерусалиме в понедельник перед Воскресением Господним и занимает один день. Учение и личность Христа предстаёт в описаниях и размышлениях апостолов, Его реплики заимствованы напрямую из евангельских текстов. Основное содержание заключается в размышлениях о человеке и божестве, мифе и истории. Вынесенное в заглавие «искушение» отсылает к искушению Христову (Мф. 4:1-11 и Лк. 4:1-13). Через разные искушения проходят и главные герои — апостолы, и второстепенные — прокуратор Понтий Пилат и фарисеи.
Роман был замечен критиками, хотя и получил полярно противоположные оценки.

## Содержание
Роман составляют три сюжетные линии: видение происходящего через восприятие апостолов, фарисеев и римской администрации (главным образом, Понтия Пилата и Корнелия Максима). Эти линии написаны в разных стилевых регистрах: апостольская линия — философская, римская — историко-политическая, фарисейская — сатирическая и пародийная. Действия как такового нет, событийный ряд охватывает единственный день Великого понедельника. Роман построен как вязка диалогов, которые ведутся в камерной обстановке: под смоковницей, в Синедрионе, за завтраком в резиденции римского наместника.
Иисус Христос активнее действует во второй половине романа, и Его образ построен по принципу отдаления. Он предстаёт читателю глазами Своих учеников. Внешние описания Спасителя вообще отсутствуют. Личные реплики Иисуса полностью приведены из Евангелий и выделены автором в тексте.
Центральная сюжетная линия — апостольская, которая развивается в дискуссиях учеников о значении слов и поступков Спасителя, устройстве бытия и смысле жизни. Апостолы представлены как представители различных религиозно-философских учений: Филипп — гностик, Фаддей — приверженец зороастризма, а Нафанаил — буддист. В романе действуют и другие ученики Христа, но Пётр, Иаков и Иоанн почти не произносят реплик, ибо уже прикоснулись к Тайне на горе Ермон и избавились от сомнений. Иуда наделён необыкновенной красотой и нарциссичен, его роль преимущественно — слушателя, но его особенно волнуют слова об «уходе» Иисуса, возможной Его «смерти». Сквозным персонажем представлен Филипп, образ которого лепится по контрасту с Иудой: уродство и красота, эмоциональность и сдержанность, естественность и искусственность, повествование и слушание.
Из женских евангельских персонажей в романе присутствуют Мария Клеопова, Марфа (сестра Лазаря, она замужем за Симоном Прокажённым) и Мария Магдалина. Здесь введена любовная линия: Марфа тайком заглядывается на Иуду, Мария в самом высоком смысле любит Иисуса, а уродливый Филипп жаждет обладания Магдалиной. Именно её внешняя красота привела Филиппа к Спасителю.
Линия Понтия Пилата раскрывается в его политических беседах с Корнелием Максимом — начальником службы безопасности. Сон Понтия Пилата был ему рассказан неким слепцом в Иоппии по пути из Рима. Корнелий прибегает к онейрокритике и разбирает каждое слово, растолковывая, что видение посвящено императору Тиберию и временщику Элию Сеяну. В этом диалоге раскрыта обстановка Римской империи времени Христа.
Фарисейская сюжетная линия представлена остро сатирически. В авторском изложении фарисеи являются своего рода древними иудейскими большевиками, которые обращаются друг к другу «товарищ», с их языка не сходят слова и выражения: «партия», «доклад», «рабочая группа», «контрольная комиссия», «занести в протокол», «конструктивное замечание». При этом главная их задача — идейная чистота и полное недопущение «чуждых элементов». Наименее пародийно представлен Ариэль, представитель школы рава Гиллеля, который единственный осознаёт, что Иисус действительно Сын Божий, а не шарлатан и даже не пророк. При этом Ариэль видит, что обетованный Мессия, которого фарисеи столь долго ждали, несёт не обрядность, богатство и процветание, а веру, бедность и сострадание. Он свет мира, а не царь фарисеев. Именно Ариэль предлагает тайно убить Иисуса, чтобы не допустить Его публичной жертвы.

## История создания
Юрий Вяземский изложил историю создания своего романа в интервью журналу «Фома». Первичный импульс был связан с прочтением только что опубликованного романа «Мастер и Маргарита». Юрий Павлович рассказывал, что в 1960-е годы ходил слух о существовании отдельного романа-апокрифа про Понтия Пилата, не печатавшегося по цензурным соображениям: «…Я очень огорчился, узнав, что такого произведения нет и что он никогда опубликован не будет». Писатель позиционирует себя как верующего воцерковленного христианина, поэтому, признавая Булгакова литературным учителем, называет «Мастера и Маргариту» «сочинением чудовищно анти-евангельским». Тем не менее, побудительным импульсом к собственной литературной работе на евангельскую тему, по словам писателя, была фраза, вычитанная Пилатом в записях Левия Матвея. Отсюда появилось и название задуманного цикла, каждый текст в котором посвящён одному из дней Страстной седмицы.

Сначала я определил бы тот предел, дальше которого я не смею двигаться в своем художественном поиске. Моя позиция заключается в том, что святые апостолы, какими мы их воспринимаем, молясь, — это те апостолы, на которых снизошёл Святой Дух в день Пятидесятницы. Это как бы первая стадия, начиная от конца. <…> Вообще, семь дней Страстной седмицы, мне кажется, ключевое время. Ключевое для всего человечества: даже не просто время — это сгусток времен, которые сошлись в этой единственной неделе. Потому что тогда все было сказано и о прошлом, и о настоящем, и о будущем, и такого сгущения времени, как на Страстную неделю в Иерусалиме, думаю, никогда не было.

## Литературные особенности
Многие авторские идеи преподносятся читателям на уровне названия и подзаголовка романа, а также эпиграфа. Собственно, эпиграф заимствован из «ершалаимской» главы Булгакова и объясняет источник названия романа Вяземского: Понтий Пилат берёт у Левия Матвея пергамент, где тот записывал слова Иешуа Га-Ноцри: «Ему удалось всё-таки разобрать, что записанное представляет собою несвязную цепь каких-то изречений, каких-то дат, хозяйственных заметок и поэтических отрывков. Кое-что Пилат прочёл: „Смерти нет… Вчера мы ели сладкие весенние баккуроты…“». Баккуроты — это скороспелые плоды инжира, которые иногда вырастают на молодых побегах. Они упоминаются в притче о бесплодной смоковнице, на которой вообще не было никаких плодов. Жанр «романа-искушения» появился из-за того, что автор считает понятие «искусство» происходящим от искушение, и для автора и читателя смысл чтения — пройти через искушения, познать себя, и, по возможности, очистить душу. В контексте заголовок настраивает на символическое восприятие, и обозначенная связь с булгаковским романом включает произведение в большую традицию мировой художественной литературы.
По мнению Ю. Сайфетдиновой, Юрий Вяземский стремился «провести экспертизу» традиционных религиозных установлений и институций на предмет их жизнеспособности в условиях современного релятивизма идей и ценностей. Он одновременно является ярким представителем современной гуманитарной интеллигенции и воцерковленным православным верующим, который отстаивает высшую и вечную ценность христианского вероучения, на которое не должны влиять изменчивые факторы текущей социальной и культурной жизни. Для романной ткани характерно столкновение «канонического» и «неканонического» начал, что сделало для писателя особенно интересными фигуры апостолов, о которых в текстах Священного Писания говорится мало. Вяземский решил эту задачу через персонализацию духовно-религиозных систем, противопоставленных в тексте истинному христианскому учению. Это ещё более усиливает мотивы искушения и испытания, определяющие структуру сюжета. С героями, которые являются адептами лжеучений, в романе Вяземского устойчиво связаны мотивы болезни, физической неполноценности, глухоты, слепоты (Ю. Сайфетдинова обращала внимание, что даже у красавца Иуды левый глаз «словно задёрнут шторкой»). Трансформация библейского сюжета напрямую связана с мотивом искушения, в том числе для традиционных канонических представлений о христианстве. Внутренний рост героев и сопереживающего им читателя возможен только на границе столкновения различных философских, религиозных, даже эзотерических моделей, в результате которого и носитель религиозного сознания, и само вероучение переживают смерть и рождение в новом виде. Познание всей полноты Слова Христова возможно только после прохождения следующий стадий: принятия и проповеди еретического учения/осознания ереси как болезни/отречения от лжеучения через принятие христианства как универсальной объяснительной модели. Исследовательница называет стратегию описания и интерпретации Ю. Вяземского традиционной, «интровертной», противостоящей постмодерну. В рамках этой стратегии христианство представляется именно как религия со своей Истиной, традицией и особым опытом.
По мнению Н. Пращерук, роман Вяземского генетически связан с русской литературой, прежде всего попыткой Достоевского «прийти к истинной Красоте — Красоте Христовой». К постижению Красоты устремлены герои романа: собственно, их диалогом о красоте открывается роман и повествование завершается на той же теме. Однако композиция закольцована лишь отчасти: завершение темы красоты представлено в предпоследней главе. Апостол Иоанн, обращаясь к Филиппу, который занят неоплатоническими построениями, спрашивает его: «Неужели эти выдуманные теории тебе дороже той живой и прекрасной Тайны, рядом с которой ты живёшь и которую даже не чувствуешь?». Решение этих задач возможно в синтетической жанровой форме на стыке исторической и бытоописательной, социально‑психологической, религиозно‑философской, сатирической, идеологической, политической и даже авантюрной содержательной составляющей. Критикуемые «осовремененные сцены» вызвали положительное восприятие у С. Лукьяненко и А. Варламова и, по-видимому, выражают замысел автора, который отказывается от восприятия библейской эпохи как абсолютного прошлого. Напротив, хронотоп романа — это незавершённое прошлое, представленное, в том числе, интеллектуальными диалогами. Собственно, апостолы и обозначают границу отождествления читателя с героями, делая его сопричастными кругу спорящих, сомневающихся и борющихся людей. Об этом прямо говорит в финале Иоанн: «Три года за ним ходим, но каждый идёт в свою сторону… Слушаем и не слышим. И чем больше Он нам рассказывает, тем меньше мы понимаем. И говорим, говорим, объясняя друг другу то, что не поняли, чтобы ещё сильнее друг друга запутать. И каждый уверен в своей правоте». Для этого необходим и Иисусов «далевой образ» с явной опорой на традицию эпического (точнее — эпопейного) повествования, что означает абсолютность, недосягаемость в ценностном отношении. Этот же приём позволил избежать автору назидательности.

## Критическое восприятие
Роман был замечен критиками и читателями, хотя и получил полярно противоположные отзывы. В первых рецензиях содержание текста увязывалось с передачей «Умницы и умники», создателем и ведущим которой является Ю. Вяземский. Иными словами, роман в первую очередь имеет познавательное значение. В контексте беллетристики на евангельскую тему роман признаётся уступающим текстам М. Булгакова или Ж. Сарамаго («Евангелие от Иисуса»). Православный журнал «Фома» помещал преимущественно положительные отзывы на книгу. Крайне скептически к замыслу Юрия Вяземского отнеслась Ирина Роднянская, мнение которой было опубликовано в том же журнале. С её точки зрения, философской базой романного жанра является понятие обстоятельства. Эти обстоятельства детерминируют поступки героя, даже когда он этим обстоятельствам противостоит, завязывают сюжетные узлы и влекут их к развязке. Евангельская событийность является промыслительной, то есть её направляет воля Богочеловека. Поэтому Вяземский, несмотря на декларируемую религиозность, «невольно утопил предвечный замысел Небесного отца о Сыне в „слишком человеческом“, вспышки „чудесного“ — в пестроте „обыденного“». Сравнение с Булгаковым некорректно, ибо различаются авторские задачи, но решение этих задач удалось в «Мастере и Маргарите», и не удалось в «Баккуротах». Высказывались претензии и к литературному стилю романа.
Подготовленные читатели смогли понять авторский замысел, хотя высказывали замечания о чрезмерности сатиры, когда на ночном совете фарисеев используется лексикон образца КПСС. Недоумение вызывало и то, что каждый из апостолов оказывается носителем вероучений осевого времени, включая буддизм, вряд ли известный в Иудее начала новой эры. Ирина Роднянская также резко назвала сцены с фарисеями «каким‑то Лео Таксилем навыворот».
Литературовед Н. Пращерук высказала мнение, что эксперимент Вяземского демонстрирует возможность современной беллетристики опираться на церковную традицию толкования Священного Писания, не будучи «скучной и несовременной». Базовой тенденцией в литературе на библейские темы последних десятилетий называется «детективизация». В отличие от внесения в библейский контекст загадок и тайн в виде кодов и шарад, Вязевский использует Тайну в чистом виде, возвращая ей онтологический статус.

## Издания
- Вяземский Ю. Сладкие весенние баккуроты. Великий понедельник : роман-искушение. — М. : Рипол-классик, 2008. — 413 с. — ISBN 978-5-386-00440-8.
- Вяземский Ю. Сладкие весенние баккуроты. Великий понедельник : роман-искушение. — М. : Рипол-классик, 2009. — 633 с. — (Бестселлер года). — ISBN 978-5-386-01527-5.